# Alice, Duquesa de Gloucester
Princesa Alice, Duquesa de Gloucester GCB, CI, GCVO, GBE, DGStJ (nascida Alice Christabel Montagu Douglas Scott; 25 de dezembro de 1901 - 29 de outubro de 2004) foi a esposa do príncipe Henrique, Duque de Gloucester, o terceiro filho do rei Jorge V e da rainha Maria de Teck.
Foi cunhada dos reis Eduardo VIII e Jorge VI e mãe de Ricardo, Duque de Gloucester.

## Família e educação
Alice nasceu em Montagu House, Londres. Era a terceira filha de João Montagu-Douglas-Scott, Duque de Buccleuch e Queensberry e de sua esposa, Lady Margaret Bridgeman. Ela era uma descendente, através de uma filiação ilegítima, do rei Carlos II. Alice passou a maior parte de sua infância nas propriedades rurais de sua família: Boughton House em Northamptonshire; Castelo de Drumlanrig no sudoeste da Escócia; e em Bowhill, também na Escócia. Ela foi educada no internato de St. James, em West Malvern, Worcestershire. Posteriormente, viajou para a França e para o Quênia.

## Noivado e casamento

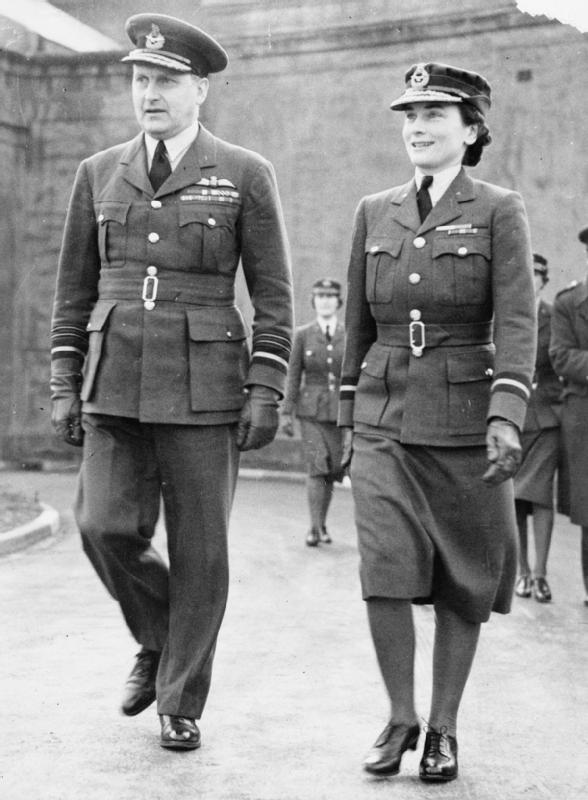
Alice com seu uniforme militar. Coleção Oficial da Segunda Guerra Mundial do Ministério do Ar.

Em agosto de 1935, Alice Montagu-Douglas-Scott ficou noiva do príncipe Henrique, Duque de Gloucester, o terceiro filho do rei Jorge V. Eles se casaram numa cerimônia privada dentro da Capela Real do Palácio de St. James, em 6 de novembro daquele ano. O Duque e a Duquesa de Gloucester viveram inicialmente em Aldershot, uma cidade em Hampshire, onde o príncipe estava prestando deveres militares. Após a abdicação de Eduardo VIII em dezembro de 1936, seu marido deixou o exército para assumir mais deveres públicos. Em 1935, ela inaugurou a Lady Eleanor Holles School.

## Filhos

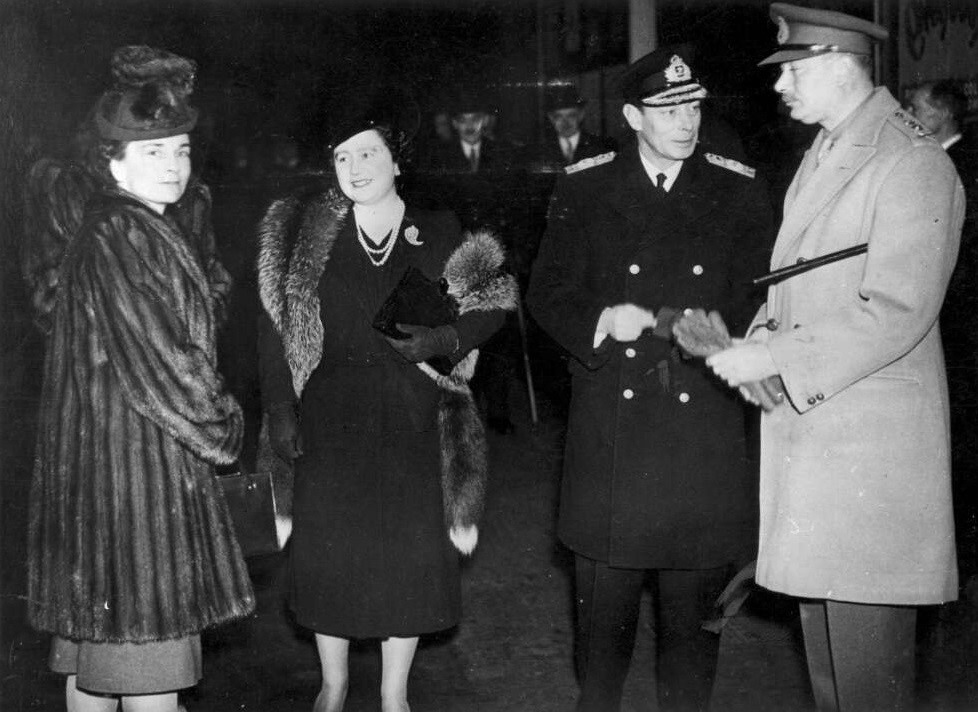
Alice com o marido Henrique, a rainha mãe Isabel Bowes-Lyon, e o rei Jorge VI, em janeiro 1945.

O casal recebeu uma residência de graça e favor em York House, dentro do Palácio de St. James. Em 1938, compraram Barnwell Manor, em Northamptonshire. O duque e a duquesa de Gloucester tiveram dois filhos:
- Guilherme de Gloucester, nascido em 18 de dezembro de 1941, falecido em 28 de agosto de 1972. Sem descendência.
- Ricardo, Duque de Gloucester, nascido em 26 de agosto de 1944. Com descendência.

## Deveres reais
Para realizar seus deveres reais, a princesa Alice e o príncipe Henrique viajaram muito pelo mundo. Durante a Segunda Guerra Mundial, a duquesa trabalhou com a Cruz Vermelha e com a Ordem Soberana e Militar de Malta. Tornou-se chefe da Força Aérea Real das mulheres em 1940, recebendo o título honorário de Air Chief Commandant e sendo promovida a Air Chief Marshal em 1945 e 1990, respectivamente. Serviu também como comandante-em-chefe dos corpos de enfermeiras para a rainha Isabel Bowes-Lyon. De 1945 até 1947, o duque e a duquesa de Gloucester viveram em Camberra, onde seu marido estava servindo como Governador-geral da Austrália. A duquesa serviu como patrona de vários regimentos da armada britânica.

## Viuvez e últimos anos

Brasão de Alice, Duquesa de Gloucester

Em 10 de junho de 1974, o príncipe Henrique morreu e foi sucedido como Duque de Gloucester por seu segundo filho, o príncipe Ricardo, pois o filho mais velho do casal, Guilherme, tinha morrido em um acidente de avião em 1972. A viúva do duque pediu permissão de sua sobrinha, a rainha Isabel II, para usar o estilo e título de "Sua Alteza Real a princesa Alice, Duquesa de Gloucester" em vez de "Sua Alteza Real a duquesa-viúva de Gloucester". A rainha permitiu que sua tia adotasse tal título, em parte para evitar confusão com a nora de Alice, a nova Duquesa de Gloucester (antes Brigitte Eva Van Duers). A princesa Alice tinha seguido o exemplo da princesa Marina, Duquesa de Kent, sua cunhada.
Em 1981, ela publicou suas memórias sob o título As Memórias da Princesa Alice, Duquesa de Gloucester. Em 1991, ela lançou uma edição revisada, titulada Memórias de Noventa Anos.
Em 1994, quando os Gloucester tiveram que deixar Barnwell Manor por questões financeiras, a duquesa passou a viver no Palácio de Kensington, onde ela viveu com seu filho e nora. Em 1999, o Duque de Gloucester anunciou que sua mãe não teria mais comprometimentos reais fora dos círculos do Palácio de Kensington, por fragilidade física.
Em dezembro de 2001, a Casa de Windsor realizou uma cerimônia para comemorar o aniversário de cem anos da princesa Alice, na qual ela fez sua última aparição pública (foi também a última aparição pública da princesa Margarida, irmã da rainha Isabel II). 
Em 30 de março de 2002, com a morte da Rainha Isabel, a Rainha Mãe, a princesa Alice sucedeu-a como o membro mais idoso da família real.

## Morte
A princesa Alice morreu em 29 de outubro de 2004, durante seu sono, aos cento e dois anos, no Palácio de Kensington. Seu funeral ocorreu em 5 de novembro daquele ano na Capela de São Jorge, dentro do Castelo de Windsor. Seu corpo foi enterrado ao lado dos corpos do príncipe Henrique e do príncipe Guilherme, em Frogmore House. Em 2 de fevereiro de 2005, ocorreu um serviço memorial na Igreja de St Clement Danes.

## Títulos
- 25 de dezembro de 1901 - 5 de novembro de 1935: Lady Alice Montagu Douglas Scott
- 6 de novembro de 1935 - 10 de junho de 1974: Sua Alteza Real, a Duquesa de Gloucester
- 10 de junho de 1974 - 29 de outubro de 2004: Sua Alteza Real Princesa Alice, Duquesa de Gloucester